# Gmina Hanstholm
Gmina Hanstholm (duń. Hanstholm Kommune) – istniejąca w latach 1970–2006 gmina w Danii w  okręgu Vibirg Amt. 
Siedzibą władz gminy było miasto Hanstholm. 
Gmina Hanstholm została utworzona 1 kwietnia 1970 na mocy reformy podziału administracyjnego Danii. Po kolejnej reformie administracyjnej w roku 2007 weszła w skład nowej gminy Thisted.

## Dane liczbowe

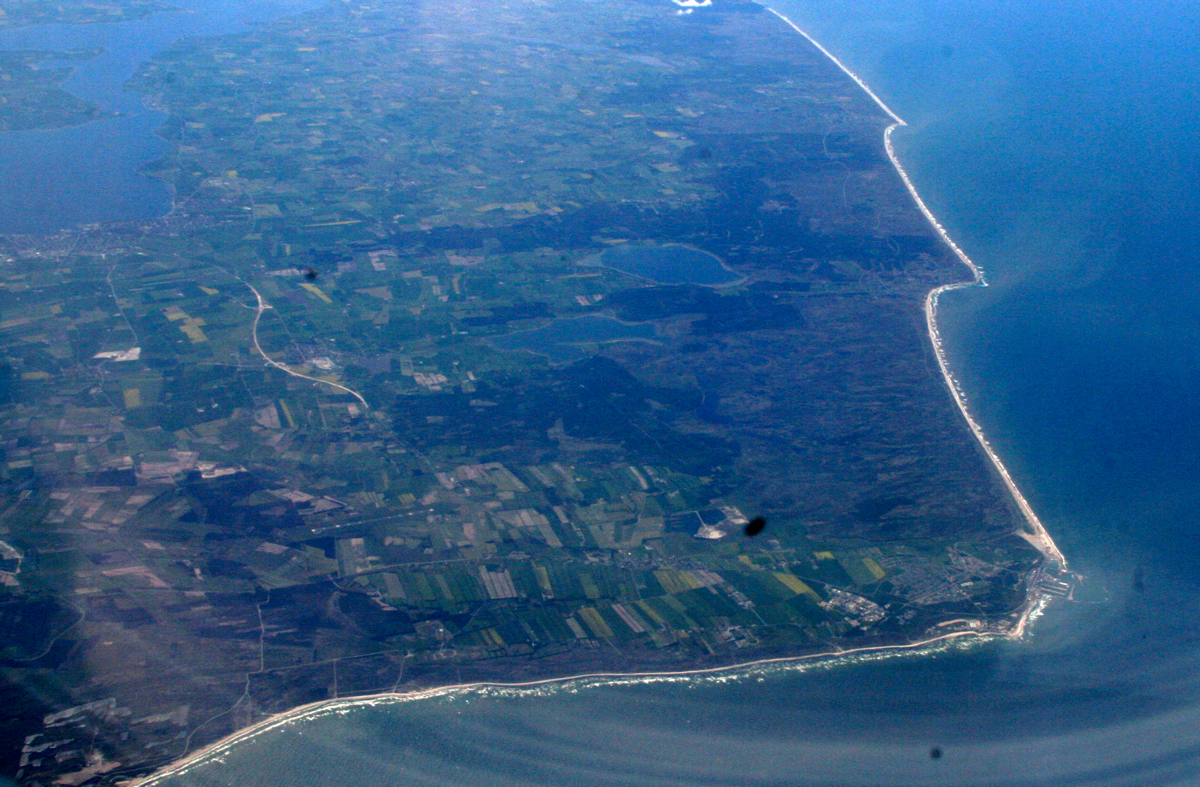
Hanstholm widziane z lotu ptaka

- Liczba ludności: (♀ 2969 + ♂ 2817) = 5786
  - wiek 0-6: 8,1%
  - wiek 7-16: 15,4%
  - wiek 17-66: 65,5%
  - wiek 67+: 11,1%
- zagęszczenie ludności: 26,8 osób/km²
- bezrobocie: 4,5% osób w wieku 17-66 lat
- cudzoziemcy z UE, Skandynawii i USA: 396 na 10 000 osób
- cudzoziemcy z krajów Trzeciego Świata: 161 na 10 000 osób
- liczba szkół podstawowych: 3 (liczba klas: 28)